# Lena Rudkowski
Lena Rudkowski (* 1986) ist eine deutsche Juristin.

## Leben
Nach dem Abitur am Ratsgymnasium Wolfsburg studierte sie Rechtswissenschaft an der FU Berlin, juristischer Vorbereitungsdienst in Berlin und London, Staatsexamina 2008 und 2010. Sie war wissenschaftliche Mitarbeiterin an der FU Berlin (Lehrstuhl für Bürgerliches Recht und Arbeitsrecht, Frank Bayreuther, und Lehrstuhl für Bürgerliches Recht, Handels- und Gesellschaftsrecht, Privatversicherungsrecht und Internationales Privatrecht, Christian Armbrüster). Nach der Promotion 2010 im Arbeitsrecht (Der Streik in der Daseinsvorsorge) und der Habilitation 2015 zu Transparenzpflichten von Finanzdienstleistungsunternehmen, venia legendi für Bürgerliches Recht, Arbeitsrecht, Versicherungsrecht und Zivilprozessrecht hatte sie Gastdozenturen an der Université Catholique de Lille und der Università Commerciale Luigi Bocconi. Von 2011 bis 2018 lehrte sie als Juniorprofessorin am Fachbereich Rechtswissenschaft der Freien Universität Berlin, Professur für Bürgerliches Recht, Arbeits- und Versicherungsrecht. Seit 2018 ist sie Professorin für Bürgerliches Recht und Arbeitsrecht an der Justus-Liebig-Universität Gießen. Seit Oktober 2022 ist sie Dekanin der Gießener rechtswissenschaftlichen Fakultät.

## Schriften (Auswahl)
- Der Streik in der Daseinsvorsorge. München 2010, ISBN 978-3-406-60717-2.
- Geschäftsgeheimnisse des Versicherers – Offenlegung, Auskunft, Transparenz. Karlsruhe 2012, ISBN 978-3-89952-701-8.
- Transparenzpflichten zur Kontrolle von Finanzdienstleistungsunternehmen. Tübingen 2016, ISBN 3-16-154282-7.
- Wirtschaftsrecht. BGB AT, Schuldrecht, Sachenrecht. Wiesbaden 2016, ISBN 3-658-09867-8.